# Zapleši z nami
Zapleši z nami je drugi studijski album slovenske pop skupine Bepop, izdan leta 2003.

## Seznam pesmi
| Št.             | Naslov             | Besedilo                          | Glasba                  | Dolžina |
| --------------- | ------------------ | --------------------------------- | ----------------------- | ------- |
| 1.              | „Zapleši z nami‟   | S. Meglič                         | M. Štibernik            | 3:36    |
| 2.              | „Ne sekiraj se‟    | Š. Čamič, P. Pogelšek             | M. Štibernik            | 2:57    |
| 3.              | „Brez tebe‟        | F. Nova                           | F. Nova                 | 3:54    |
| 4.              | „Vroč poljub‟      | S. Meglič                         | A. Klinar               | 3:43    |
| 5.              | „Ukradem ti srce‟  | S. Meglič, A. Husič, T. Jagarinec | M. Oražem, F. Zabukovec | 3:26    |
| 6.              | „Hej, ti!‟         | S. Meglič                         | M. Štibernik            | 3:14    |
| 7.              | „Prava pot‟        | S. Meglič                         | M. Oražem, F. Zabukovec | 3:17    |
| 8.              | „Lokomotiva‟       | Š. Čamič                          | Š. Čamič                | 3:57    |
| 9.              | „Ljubim življenje‟ | S. Meglič                         | S. Meglič               | 2:35    |
| Skupna dolžina: | Skupna dolžina:    | Skupna dolžina:                   | Skupna dolžina:         | 30:43   |

## Zasedba

### Bepop
- Alenka Husič
- Tinkara Zorec
- Simon Meglič
- Ana Praznik